# Hidreto de magnésio
Hidreto de magnésio é o composto químico de fórmula químicaMgH2 . Ele contém 7,66% em massa de hidrogênio e tem sido estudado como um  potencial meio de armazenamento de gás hidrogênio.

## Preparação
A preparação foi relatada pela primeira vez em 1951, envolvendo hidrogenação direta do metal Mg em alta pressão e temperatura (200 atmosferas, 500 °C) com catalisador de MgI2:
Mg + H2 → MgH2
A produção em temperatura mais baixa de MgH2 usando nanopartículas de Mg cristalino produzido em moinhos de bolas foi investigada. Outras preparações incluem:
- hidrogenação do antraceno de magnésio em condições amenas:[5]

Mg(antraceno) + H2 → MgH2
- a reação de dietilmagnésio com hidreto de alumínio e lítio[6]

São conhecidos também alguns produtos de complexação por exemplo, MgH2.THF pela reação de fenilsilil-magnésio e dibutil-magnésio em solventes de éter ou de hidrocarbonetos na presença de THF ou TMEDA como ligante.

## Estrutura e ligações
O β-MgH2 tem uma estrutura do tipo rutilo à temperatura ambiente. Existem duas formas de alta pressão, α-MgH2 com a estrutura do tipo do PbO2 e γ-MgH2. Além disso foi caracterizada uma forma não-estequiométrica MgH(2-δ), mas esta parece existir apenas como partículas muito pequenas. (A granel o MgH2 é essencialmente estequiométrico, uma vez que só pode acomodar concentrações muito baixas de sítios vazios para o hidrogênio).
A ligação na forma rutilo é por vezes descrita como sendo de natureza covalente ao invés de puramente iônica; a determinação da densidade de carga por síncrotron de difração de raios-x indica que o átomo de magnésio é completamente ionizado e esférico e o íon hidreto é alongado. Formas moleculares de hidreto de magnésio, MgH, MgH2, Mg2H, Mg2H2, Mg2H3 e Mg2H4 foram identificadas pelos seus espectros vibracionais e foram encontradas em amostras isoladas em uma matriz abaixo de 10K, formadas após a ablação a laser de magnésio na presença de hidrogênio. A molécula Mg2H4 tem uma estrutura análoga à ponte do hidreto de alumínio dimérico, Al2H6.

## Reações
MgH2 reage prontamente com a água com liberação de gás hidrogênio:
MgH2 + 2H2O → 2H2 + Mg(OH)2
Decompõe-se a 300°C para produzir H2 à pressão de 1 bar, a alta temperatura necessária é vista como uma limitação ao uso de MgH2 como um meio de armazenamento de hidrogênio reversível:
MgH2 → Mg + H2

## Potencial para o armazenamento de hidrogênio
O seu potencial como meio de "armazenamento" reversível de hidrogênio, levou ao interesse em melhorar a cinética da reação de hidrogenação e desidrogenação. Uma abordagem alternativa sob investigação é a produção de uma pasta bombeável de MgH2 de manuseamento seguro e que libera H2 pela reação com água, com o reprocessamento do Mg(OH)2 em MgH2. Um pedido  (ainda a ser examinado) para uma patente dos EUA (US 2010/0163434 A1) foi feito para a um sistema de armazenamento de hidrogênio utilizando energia de excitação laser para ajudar a adsorção de gás hidrogênio do magnésio